# ۲۱ اکتبر
۲۱ اکتبر دویست و نود و چهارمین (دویست و نود و پنجمین در سال‌های کبیسه) روز سال در گاه‌شماری میلادی است. ۷۱ روز تا پایان سال باقی‌است.

## رویدادها
- ۱۸۰۵ - جنگ‌های ناپلئونی: پیروزی بریتانیا در نبرد دریایی ترافالگار بر ناوگان فرانسوی-اسپانیایی
- ۱۹۴۵ - جنگ جهانی دوم: آخن پس از یک هفته نبرد سخت، به عنوان نخستین شهر در آلمان، به اشغال متفقین درآمد.

## زادروزها
- ۱۷۷۲ - سمیوئل تیلور کولریج، شاعر، نویسنده و فیلسوف انگلیسی
- ۱۷۹۰ - آلفونس دو لامارتین، شاعر، نویسنده و سیاستمدار فرانسوی
- ۱۸۳۳ - آلفرد نوبل، شیمی‌دان و مخترع دینامیت سوئدی
- ۱۸۹۱- شکری قوتلی، سیاستمدار سوری و رئیس‌جمهور سوریه
- ۱۹۱۲ – آلفردو پیان، رانندهٔ مسابقات اتومبیل‌رانی فرمول یک اهل آرژانتین (د. ۱۹۹۰)
- ۱۹۴۹ - بنیامین نتانیاهو، سیاستمدار اسرائیلی (ز. ۱۹۴۹)

## درگذشت‌ها
- ۱۴۲۲ - شارل ششم، پادشاه فرانسه (ز. ۱۳۶۸)
- ۱۹۳۲ - فرانسوا تروفو، فیلمساز، نظریه‌پرداز و منتقد سینمایی فرانسوی
- ۱۹۳۱ - آرتور شنیتسلر، نویسنده اتریشی
- ۱۹۶۹ - جک کرواک، شاعر و رمان‌نویس آمریکایی
- ۲۰۰۸ - اسماعیل اکوع، تاریخ‌نگار و سیاستمدار یمنی